# N-638
La  N-638  es una carretera de la red de interés preferente de Guipúzcoa que une la  GI-636  (antigua  N-I ) en las inmediaciones de Jaizubía con el casco urbano de Fuenterrabía, pasando junto al Aeropuerto de San Sebastián. En todo su recorrido dispone de carril ciclopeatonal.

## Trazado
| Velocidad | Esquema | Carretera que enlaza                             |
| --------- | ------- | ------------------------------------------------ |
|           |         | Fuenterrabía GI-3440 Puerto - Playa - Jaizquíbel |
|           |         | Aeropuerto de San Sebastián                      |
|           |         | Amute                                            |
|           |         | Mendelu - Irún GI-636 Hendaya - Behovia          |
|           |         | cambio de sentido                                |
|           |         | GI-636 Irún - San Sebastián                      |